# Riff: Everyday Shooter
Riff: Everyday Shooter, appelé Everyday Shooter en version originale, est un jeu vidéo développé par le canadien Jonathan Mak, sorti en 2007. Le jeu est disponible en téléchargement sur PlayStation 3, PlayStation Portable et Windows.
Hommage aux productions indépendantes de Tetsuya Mizuguchi, Kenta Cho, Kanta Matsuhisa ou encore Hikoza T Ohkubo, Riff: Everyday Shooter est un « album » de shoot them up qui célèbre le pouvoir évocateur de visuels abstraits et de figures sonores modulés par les actions de jeu.

## Système de jeu
Riff: Everyday Shooter est un jeu de tir multidirectionnel à écran fixe en vue de dessus. Il est basé sur un contrôle à deux sticks analogiques : l'un permet de déplacer le vaisseau, l'autre de tirer à 360°. La taille réduite du vaisseau et le nombre important d'ennemis et de projectiles à l'écran le rapproche du manic shooter. Le jeu a cependant été pensé dans un souci de simplicité, en partant du postulat que « même les choses les plus simples peuvent être les plus belles ».
Le jeu présente 8 niveaux complètement indépendant, présentant chacun un environnement visuel et des mécanismes de gameplay, notamment un système de combo, très différents. À l'image d'Every Extend, le jeu met en exergue la notion de réactions en chaîne mais les ressorts en sont ici cachés et c'est au joueur de les découvrir par l'expérimentation et l'observation. Chaque niveau dure le temps du morceau musical, soit pas plus de quelques minutes.
La dimension esthétique, sensitive est au cœur de l'expérience de jeu, qui se rapporte à la synesthésie. Les graphismes vectorielles, assemblage de formes géométriques, de vagues et d'ondes éthérées, sont constamment animés, répondant parfois au déplacement du vaisseau ou aux impacts. Le bruit des explosions laisse place à des notes qui forment des accords et se mêlent aléatoirement à un fond sonore de riffs de guitare. L'idée de ces figures sonores épurées, qui se renouvellent constamment par petites variations graduelles, est inspirée par les travaux de Steve Reich sur l'album Electric Counterpoint.
Après chaque partie, les points obtenus viennent s'ajouter à une cagnotte qui peut être utilisée pour débloquer de nouvelles caractéristiques dans le menu Extras : vies supplémentaires, mode aléatoire et mode unique. Le mode aléatoire intervertit l'ordre des niveaux dans le mode normal ; le mode unique permet de s'exercer sur un niveau en particulier. Le mode Voyage (une partie libre) et divers effets visuels (peinture, ébauche, ombre simple, contraste, inversion) peuvent également être débloqués en réalisant certains prérequis. Le jeu ne propose pas de classement en ligne.

### Les niveaux
1. Robot
2. Les Origines du Cœur
3. Assassins de Luxe
4. Porco dans le Ciel
5. Version 88
6. Les Bits de la Discorde
7. Ver de Terre
8. Tellement de Voies

## Développement
Jonathan Mak a commencé à travailler sur un nouveau concept de jeu au printemps 2005 mais c'est vers octobre de la même année que le développement d'Everyday Shooter a débuté. Le jeu a été développé en Visual C++.
Everyday Shooter ressemble beaucoup à tojam thing, un autre jeu de Jonathan Mak (disponible sur le site officiel).

## Accueil

### Critique
- 1UP.com : A[2]
- Eurogamer 8/10[3]
- GameSpot : 8/10[4]
- IGN 7,9/10[5]

### Récompenses
Riff: Everyday Shooter a reçu trois prix lors la 9e édition de l'Independent Games Festival en 2007 (Prix de l'innovation en Game design, Excellence en Son et Prix Indie GameTap) et a été nommé pour le Grand prix Seumas-McNally.
Le jeu a été nommé dans trois catégories aux Game Developers Choice Awards.[réf. souhaitée]